# بازده سرمایه به کار گرفته شده
بازده سرمایه به کار گرفته شده، (به انگلیسی: Return on capital employed) گونه‌ای نسبت بازده سرمایه‌گذاری است، که مشابه نسبت بازده دارایی‌ها می‌باشد، با این تفاوت که در مخرج کسر، میانگین مجموع دارایی، به کار گرفته شده، منظور می‌شود. منظور از سرمایه به کار گرفته شده، وجوهی است، که توسط صاحبان سهام و بستانکاران شرکت، برای مدت طولانی عرضه شده است.
بازده سرمایه به کار گرفته شده، بوسیله ۲ روش محاسبه می‌شود، که عبارتند از: مجموع بدهی‌های جاری و حقوق صاحبان سهام (آورده سهام‌داران) و روش دوم حاصل جمع خالص سرمایه در گردش و دارایی‌های ثابت.
بر پایه مفاهیم متفاوت از سود و سرمایه به کار گرفته شده، بازده سرمایه به کار گرفته شده از فرمول زیر محاسبه می‌شود.
{\displaystyle {\mbox{ROCE}}={\frac {\mbox{Earning Before Interest and Tax (EBIT)}}{\mbox{Capital Employed}}}}